# Trachyxiphium pernutans
Trachyxiphium pernutans är en bladmossart som beskrevs av William Russell Buck 1987. Trachyxiphium pernutans ingår i släktet Trachyxiphium och familjen Hookeriaceae. Inga underarter finns listade i Catalogue of Life.